# Mundaka
Mundaka è un comune spagnolo di 1 853 abitanti situato nella comunità autonoma dei Paesi Baschi. È conosciuto principalmente per la Riserva della biosfera di Urdaibai, all'interno della quale vi è anche la famosa onda sinistra, conosciuta ed apprezzata dai surfisti.